# 땅꾼자리 제타
땅꾼자리 제타 (ζ Oph)는 땅꾼자리에 있는 항성이다. 제타의 겉보기 등급은 2.57로 별자리에서 세번째로 밝다. 측정한 시차로부터 계산한 이 별과 우리 사이 거리는 약 366 광년이다. 하늘에 있는 대부분의 밝은 별들과는 달리 땅꾼자리 제타는 전통적으로 불리던 애칭이 없다. 다만 중국에서는 이 별을 한(韓)으로 불렀다. 땅꾼자리 제타는 흔치 않은 O형 주계열성으로, 지구에서 가장 가까운 O 분광형의 주계열성이기도 하다.

## 별의 특성
땅꾼자리 제타는 태양 질량의 19배에 반지름은 8배에 이르는 매우 무겁고 큰 별이다. 제타의 분광형은 O9.5 V로 광도분류상 V에 속하는데 이는 이 별이 에너지를 중심핵에서 수소 핵융합을 통해 만들어내는 단계임을 뜻한다. 이렇게 만들어진 에너지는 별의 외포층으로부터 방출되는데 표면에서의 유효 온도는 34,000 켈빈에 이르며 이 온도에서 제타는 우리 눈에 청백색으로 빛나는 것처럼 보인다. 제타는 매우 빠르게 회전하고 있으며 그 속도는 별이 찢어지는 한계점에 가까워 초당 약 400 킬로미터에 이른다. 이 속도로 볼 때 제타는 약 하루 정도면 한 바퀴 회전한다.
제타는 젊은 별로 예상 나이는 300만 년 정도에 불과하다. 밝기는 주기적으로 변하며 변광 형태는 세페우스자리 베타형 변광성에 해당된다. 그러나 그 주기성은 복잡하여 대략 지구 시간으로 하루에 10개 이상의 다른 변광 주기를 1회~10회에 걸쳐 보여준다. 1979년 이 별의 스펙트럼을 연구하여 헬륨선 프로파일에 '움직이는 둔덕'이 있음을 찾아냈다. 이 특징은 이후 다른 별에서도 계속 발견되었으며 이를 '땅꾼자리 제타형 항성'이라고 부른다. 이 스펙트럼 수치는 비방사 맥동의 결과로 보인다.
땅꾼자리 제타는 초창기 진화단계의 약 절반을 통과하고 있는 중으로 수백만 년 내로 적색 초거성으로 진화하여 목성궤도를 넘는 크기로 부풀어오른 뒤 초신성 폭발로 일생을 마칠 것으로 보이며, 이후 중성자별이나 펄사를 남길 것이다. 지구에서 볼 때 이 별이 뿜는 에너지 상당량(가시광선에서 파란색 끝부분 영역)은 성간 먼지에 막혀 우리 눈에 도달하지 않는다. 만약 먼지가 없었다면 제타는 우리 눈에 몇 배 더 밝게 보였을 것이며 밤하늘 별들 중에도 순위권에 들었을 것이다.
제타가 방출하는 엑스선은 주기적으로 변화하는 것으로 밝혀졌는데 순수한 엑스레이 플럭스는 1.2 × 1031 에르그−1로 측정되었다. 0.5–10 keV의 에너지 범위에서 이 플럭스는 0.77일 간격으로 약 20퍼센트 위아래로 요동친다. 이 현상의 원인은 별의 자기장 때문으로 보인다. 경도영역을 측정한 평균 힘은 약 141 ± 45 G이다.
땅꾼자리 제타는 우주를 초당 30 킬로미터의 특이운동속도로 움직이고 있다. 이 별의 나이와 이동방향을 볼 때 제타는 전갈-센타우루스 성협에서 '전갈자리 상단 하위집단'의 구성원으로 보인다. 이 성협의 별들은 태어난 곳이 같고 우주속도가 일치한다. 이런 도주성들은 3~4개 별들이 역동적으로 상호작용을 하면서 튀어나왔을 것이다. 그러나 제타는 쌍성의 일원이었으며 제타의 짝별은 보다 무거워 빠르게 진화하여 II형 초신성으로 폭발하였을 가능성이 있다. 이 가설을 적용할 경우 펄사 PSR B1929+10이 이 초신성의 잔해이고 제타는 시나리오가 예측하는 속도 벡터로 연성계에서 탈출했을 것이다.
땅꾼자리 제타의 우주 속도가 매우 빠른데다 그 자체가 매우 밝고 현재 별 위치가 은하에서 먼지가 자욱한 곳에 있기 때문에, 제타는 움직이는 방향으로 충격파를 형성하고 있다. 이 충격파는 NASA의 광각 적외선 서베이 익스플로러가 촬영했다. 제타는 1년에 태양질량의 1.1 × 10−7배 정도의 물질을 잃고 있는데(이 속도는 태양의 900만 배이다.) 이를 충격파의 원인으로 해석할 수도 있다.